# Viivi Luik

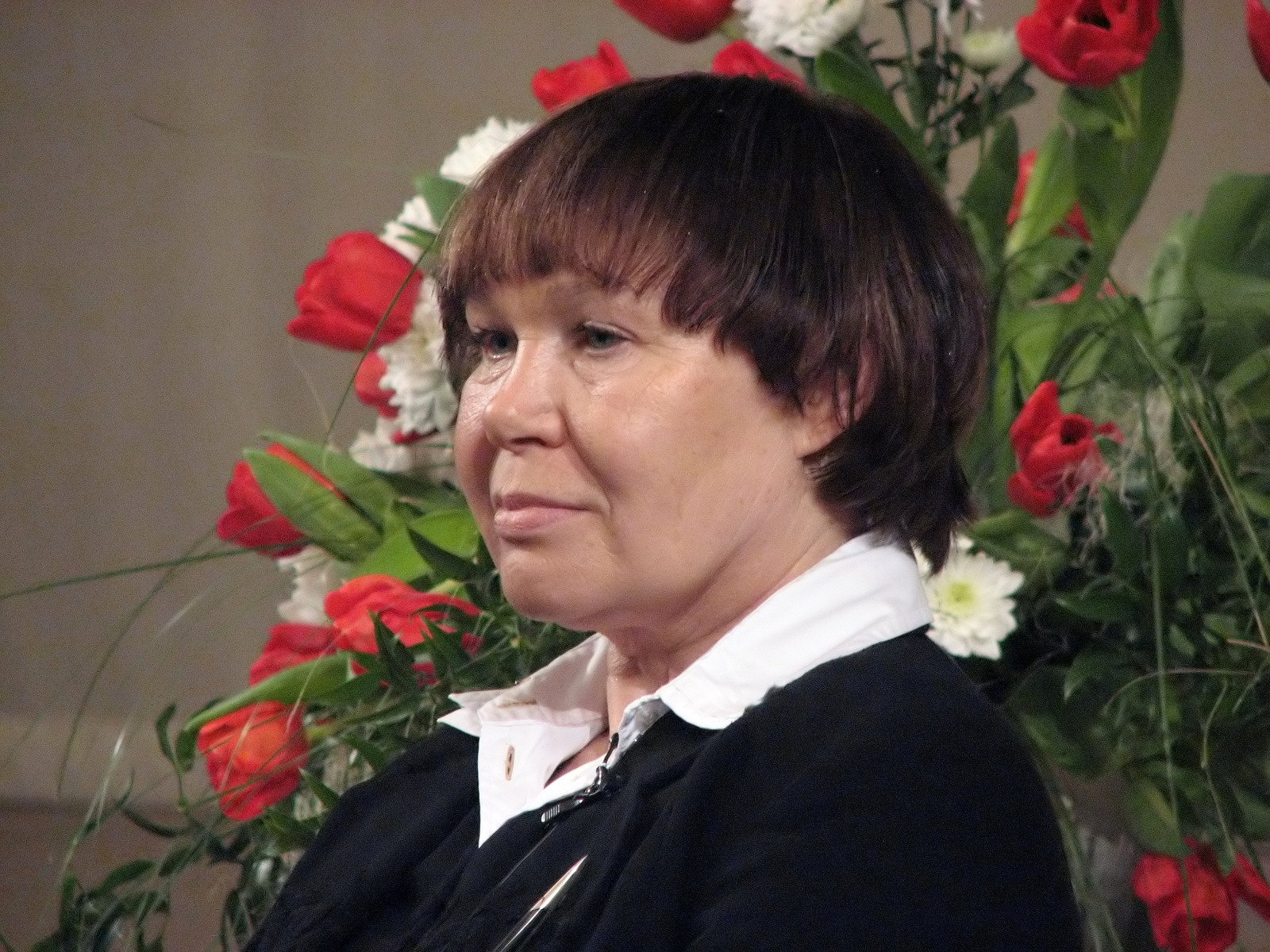
Viivi Luik (2011)

Viivi Luik (* 6. November 1946 im Dorf Tänassilma, Gemeinde Viiratsi/Kreis Viljandi) ist eine estnische Schriftstellerin und Lyrikerin.

## Ausbildung
Viivi Luik wurde in eine bäuerliche Familie geboren. Sie besuchte die Grundschule in Tänassilma, die Mittelstufe in Kalme (Gemeinde Rõngu) und das Gymnasium in Tallinn. Ab 1965 war sie in Tallinn als Bibliothekarin und Archivarin tätig. Seit 1967 lebt sie dort, unterbrochen von längeren Auslandsaufenthalten (Finnland, Deutschland, Lettland, Schweden), als freiberufliche Schriftstellerin.

## Lyrik
Bereits 1962 hatte Viivi Luik erste Gedichte veröffentlicht. 1965 folgte ihr erstes Buch. Bis zu ihrem 40. Geburtstag hat sie etwa 400 Gedichte verfasst. Ihre Romane befassen sich mit den Zuständen und Stimmungen während der Sowjetzeit. Seit 1967 war sie als freie Schriftstellerin tätig, die besonders in den 1990er Jahren verschiedene Stipendien wahrnahm. Heute gehört Viivi Luik zu den bedeutendsten und international bekanntesten estnischen Lyrikerinnen der Gegenwart. Immer wieder geht es in ihrem Werk um soziale Spannungen und fragile zwischenmenschliche Netze. Die Verbindung zum ländlichen Estland ist stets präsent.
1988 wurde ihr der Juhan Liiv-Lyrikpreis verliehen. 1992 erhielt sie den Kulturpreis des estnischen Staates.

## Prosa
Im Frühjahr 1985 erschien für viele überraschend ihr Romandebüt Seitsmes rahukevad (deutsch Der siebte Friedensfrühling, 1991), in dem in eindringlicher Sprache eine Kindheit im Stalinismus beschrieben wird. Der Roman wurde in über zehn Sprachen übersetzt und machte die Autorin auch außerhalb Estlands bekannt. Sechs Jahre später legte Viivi Luik ihren zweiten Roman vor, Ajaloo ilu (deutsch Die Schönheit der Geschichte, 1995). Der Roman behandelt das Jahr 1968 und die Erfahrungen junger estnischer Intellektueller vor dem Hintergrund der Hippiebewegung und des Einmarsches der sowjetischen Truppen in Prag.

## Auszeichnungen
- 1976 Juhan-Smuul-Preis (Lyrik)
- 1977 Juhan Smuul-Preis (Kinderliteratur)
- 1983 Juhan Smuul-Preis (Lyrik)
- 1986 Juhan Smuul-Preis (Prosa)
- 1986 Anton-Hansen-Tammsaare-Literaturpreis der Gemeinde Albu
- 1986 Verdiente Schriftstellerin der Estnischen Sozialistischen Sowjetrepublik
- 1988 Juhan-Liiv-Preis
- 2000 Orden des weißen Sterns, III. Klasse
- 2019 Staatlicher Kulturpreis Estlands für das Lebenswerk
- 2020 Jaan-Kross-Preis

## Werke
10 Lyrikbände, 3 Romane, weiterhin Essays, Hörspiele und Kinderbücher.
- „Pilvede püha“ (Gedichtsammlung, 1965)
- „Taevaste tuul“ (Gedichtsammlung, 1966)
- „Hääl“ (Gedichtsammlung, 1968)
- „Lauludemüüja“ (Gedichtsammlung, 1968)
- „Ole kus sa oled“ (Gedichtsammlung, 1971)
- „Pildi sisse minek“ (Gedichtsammlung, 1973)
- „Leopold“ (Kinderbuch, 1974)
- „Salamaja piir“ (Erzählung, 1974)
- „Vaatame mis Leopold veel räägib“ (Kinderbuch, 1974)
- „Põliskevad“ (Gedichtsammlung, 1975)
- „Leopold aitab linnameest“ (Kinderbuch, 1976)
- „Luulet 1962–1974“ (Anthologie, 1977)
- „Maapäälsed asjad“ (Gedichtsammlung, 1978)
- „Tubased lapsed“ (Kinderbuch, 1979)
- „Rängast rõõmust“ (Gedichtsammlung, 1982)
- „Kõik lood Leopoldist“ (Kinderbuch, 1984)
- „Seitsmes rahukevad“ (Roman, 1985)

Deutsch: „Der siebte Friedensfrühling“ (1991)
- „Kolmed tähed“ (Kinderbuch, 1987)
- „Ajaloo ilu“ (Roman, 1991)

Deutsch: „Die Schönheit der Geschichte“ (1995)
- „Inimese kapike“ (Essays, 1998)
- „Maa taevas: luulet 1962-1990“ (Anthologie, 1998)
- „Elujoon: valitud luuletused 1962–1997“ (Anthologie, 2005)
- „Kõne koolimaja haual. Artiklid ja esseed 1998-2006“ (Essays, 2006)
- „Varjuteater“ (Roman, 2010)

Deutsch: „Schattenspiel“ (2018)
- [gemeinsam mit Hedi Rosma:] „Ma olen raamat“ (Essay, 2010)

### Deutsche Übersetzungen
- Der siebte Friedensfrühling. Aus dem Estnischen von Horst Bernhardt. Reinbek: Rowohlt 1991 [Roman]
- Die Schönheit der Geschichte. Aus dem Estnischen von Horst Bernhardt. Reinbek: Rowohlt 1995 [Roman]
- Schattenspiel. Aus dem Estnischen von Cornelius Hasselblatt. Göttingen: Wallstein 2018 [Roman]
- Europa im Umbruch Tutzing 1992
- Das Jahrhundert ist zu Ende, Tallinn 1993
- Lyrikauswahl in: Akzente 1/1992 und in: estonia Zeitschrift für estnische Literatur 2/1997, 2/1999, 3/2003; u. a.

## Privatleben
Viivi Luik ist seit 1974 mit dem Schriftsteller und Diplomaten Jaak Jõerüüt verheiratet.

## Belege
1. ↑  Cornelius Hasselblatt: Viivi Luik und der 'Siebte Friedensfrühling'. – baltisches jahrbuch (1986), S. 227–236
2. ↑  Cornelius Hasselblatt: Kann Geschichte schön sein? Zur Konstruktion von Vergangenheit in zwei Romanen Viivi Luiks. – Nordost-Archiv. Zeitschrift für Regionalgeschichte. NF VIII (1999), S. 419–433